# 钌酸钡
钌酸钡是一种无机化合物，化学式为BaRuO3，它可由氧化钡和二氧化钌在低于1200 °C的温度下按化学计量比反应得到，或由Ba[Ru(NO)(NO2)4(OH)]·xH2O的热分解得到。它在1250 °C和钌、二氧化钌反应，可以得到黑色的针状晶体BaRu6O12。氢气或锆在加热时可以将其还原，生成金属钌。

## 拓展阅读
- Darriet, J.; Dussarrat, C.; Weill, F.; Darriet, B.; Bontchev, R. The system BaRuO3-BaBiO3. I - Crystal structures of Ba3Ru2BiO9 and Ba2RuxBi2-xO6 (0 < x < 0.67). European Journal of Solid State and Inorganic Chemistry. (PDF （页面存档备份，存于）)